# Henning Hyllested
Henning Hyllested (født 28. februar 1954 i Esbjerg) er en havnearbejder fra Esbjerg og tidliere medlem af Folketinget for Enhedslisten, valgt i 2011 i Sydjyllands Storkreds.
Hyllested er søn af Ronald Søren Hyllested og Annegrethe Hyllested. Han var fabriksarbejder i 1970'erne, fra 1978 til 1980 rejsesekretær for DKU, derefter igen fabriksarbejder og senere fra 1981 frem til han i september 2011 blev valgt til Folketinget, hvortil han blev genvalgt 2015. Han har været kandidat for Enhedslisten i 1998, 2006 og 2007.